# Piotr Nowak (futbolista)
Piotr Nowak (Pabianice, Polonia, 5 de julio de 1964) es un exfutbolista y entrenador polaco que jugaba como centrocampista. Su último equipo dirigido fue el Jagiellonia Białystok de la Ekstraklasa. Nowak disfrutó de una exitosa carrera en Europa, jugando en clubes polacos como Zawisza Bydgoszcz y Widzew Łódź, antes de pasar a jugar en Turquía, Suiza y Alemania. Fue elegido uno de los mejores jugadores de la Bundesliga para la temporada 1995-96 mientras jugaba con 1860 Múnich. Se mudó a los Estados Unidos en 1998 y jugó cuatro años con el Chicago Fire.
Nowak también fue un miembro importante de la selección nacional de fútbol de Polonia durante los años 90, con 24 partidos internacionales, fue capitán nacional durante varios años y fue elegido Futbolista del año en Polonia en 1996.

## Clubes

### Como jugador
| Club                 | País           | Año       |
| -------------------- | -------------- | --------- |
| Włókniarz Pabianice  | Polonia        | 1979–1983 |
| GKS Bełchatów        | Polonia        | 1983–1984 |
| Zawisza Bydgoszcz    | Polonia        | 1984–1985 |
| Widzew Łódź          | Polonia        | 1985–1986 |
| Zawisza Bydgoszcz    | Polonia        | 1987–1990 |
| Bakırköyspor         | Turquía        | 1990-1992 |
| BSC Young Boys       | Suiza          | 1992–1993 |
| Dinamo Dresde        | Alemania       | 1993–1994 |
| 1. FC Kaiserslautern | Alemania       | 1994      |
| TSV 1860 Múnich      | Alemania       | 1994–1998 |
| Chicago Fire         | Estados Unidos | 1998–2002 |

### Como entrenador
| Club                                     | País              | Año       |
| ---------------------------------------- | ----------------- | --------- |
| D.C. United                              | Estados Unidos    | 2004-2006 |
| Selección estadounidense sub-23          | Estados Unidos    | 2007-2009 |
| Philadelphia Union                       | Estados Unidos    | 2010-2012 |
| Selección de fútbol de Antigua y Barbuda | Antigua y Barbuda | 2014-2015 |
| Lechia Gdańsk                            | Polonia           | 2016-2017 |
| Jagiellonia Białystok                    | Polonia           | 2021-2022 |